# DeSoto (Texas)
DeSoto város az USA Texas államában, Dallas megyében. Lakosainak száma 56 145 fő (2020. április 1.).

## Népesség
A település népességének változása:
| Lakosok száma | 49 047 | 51 102 | 56 145 |
|               | 2010   | 2012   | 2020   |